# 江南西道
江南西道，是唐朝的一个道。唐玄宗开元二十一年（733年），分江南道为江南东道、江南西道和黔中道。治所洪州，辖境包含今江西省、湖南省全部及湖北省、安徽省南部等地区。安史之乱後，湖北南部设鄂岳道，湖南设湖南观察使，江南西道只剩今江西省。从此江南西道被省称为江西，历时一千二百余年未变（宋朝称江南西路、元朝称江西行省、明朝称江西布政使司、清朝称江西省）。

## 所辖州
- 宣州：辖宣城 当涂 溧水 溧阳 南陵 泾县 绥安 秋浦县
- 江州：辖浔阳 彭泽 都昌县
- 洪州：辖豫章 建昌 新吴 高安 丰城 豫宁县
- 饶州：辖鄱阳 余干 新昌 乐平 弋阳县
- 抚州：辖临川 崇仁 南城 南丰县
- 吉州：辖庐陵 太和 新淦 安福 永新县
- 袁州：辖宜春 新喻 萍乡县
- 虔州：辖赣县 南康 雩都 虔化 大庾 南安县
- 鄂州：辖江夏 武昌 永兴 蒲圻县
- 岳州：辖巴陵 华容 沅江 湘阴 昌江县
- 潭州：辖长沙 浏阳 醴陵 衡山 湘乡 益阳县
- 衡州：辖衡阳 湘潭 攸县 茶陵 耒阳 新宁县
- 澧州：辖澧阳 安乡 石门县、慈利县
- 朗州：辖武陵 龙阳县
- 永州：辖零陵县、祁阳县、湘源县
- 道州：辖营道 永阳 江华 唐兴县
- 郴州：辖郴县 安陵 资兴 平阳 义章 庐阳 临武 南平县
- 邵州：辖邵阳 武冈县
- 连州：辖桂阳 连山、阳山县